# Aka Moon
Aka Moon is een Belgische avant-gardejazzband, bestaande uit Fabrizio Cassol (altsaxofoon), Michel Hatzigeorgiou (elektrische bas) & Stéphane Galland (drums). 

## Het ontstaan
Saxofonist Fabrizio Cassol, bassist Michel Hatzigeorgiou, en drummer Stéphane Galland zijn de stichtende leden van het kerntrio. Ook voor de oprichting van Aka Moon in 1992 was dit drietal reeds actief als professionele muzikanten, onder andere in de Nasa Na Band (met wijlen gitarist Pierre Van Dormael). Na een reis naar Centraal-Afrika, waar ze de muzikale gewoonten van de Aka pygmeeën bestudeerden, besloten ze om op te nemen als Aka Moon. In 1992 namen ze, geïnspireerd door de methoden die de pygmeeën gebruikten om hun muziek te ontwikkelen, hun eerste album op. De naam van de band wordt vaak verkeerd uitgesproken als "AKA Moon" zoals in het Engelse acroniem "also known as", de correcte uitspraak is echter "AH-kah MOON".

## De muziek
De sound van Aka Moon is hoofdzakelijk een mengeling van jazz, rock, wereldmuziek, en avant-garde. Muzikaal en filosofisch kunnen ze vergeleken worden met de M-Base beweging en artiesten zoals (onder andere) M-Base stichter Steve Coleman, het Belgische ensemble Octurn, Stéphane Payen's Thôt, Vijay Iyer, en Rudresh Mahanthappa. Aka Moon’s verfrissende benadering van jazz geeft het drietal een unieke, herkenbare sound.

## De albums
De eerste albums, die dateren uit het begin van de jaren negentig (Aka Moon, Rebirth, en Live at Kaai), werden opgenomen met de originele trio bezetting. In het midden van de jaren negentig breidden ze hun muzikale palet uit met oosterse elementen, door samen te werken met Indische muzikanten. Op de albums Akasha Vol.1 en Akasha Vol. 2 die in deze periode uitgebracht werden zijn onder andere instrumenten als fluit, tabla, en mridangam te horen, waardoor een nieuwe dimensie aan hun muziek werd toegevoegd.
In 1997 werd de samenstelling van de groep opnieuw veranderd, en dit met hetzelfde ritme waarmee drie nieuwe albums uitgebracht werden. Ganesh had een oosterse klank vergelijkbaar met de Akasha albums, maar met de toegevoegde waarde van de talenten van twee gitaristen, met name Pierre Van Dormael en Marc Ducret. Elohim werd opgenomen met een meer elektrische bezetting en op een aantal nummers met zanger David Linx. De band begon ook te werken met het concept van terugkerende thema's. Voor het album Live At Vooruit werkte het trio samen met de Senegalese percussionist Doudou N'Diaye Rose en enkele van diens familieleden.
Aan het eind van de jaren negentig werkte de band aan een trilogie van albums die in zekere mate aan elkaar verbonden waren: Invisible Mother, Invisible Sun, en Invisible Moon. Het concept was gebaseerd op de Chinese I Ching (Het Boek der Veranderingen). Op Invisible Mother is het trio te horen samen met het Ictus Ensemble, een Europees kamerorkest. De muziek op dit album drijft op een donker strijkkwartet en legt de basis voor de volgende twee delen in de trilogie. Invisible Sun werd opgenomen met een elfkoppig big band ensemble. Voor Invisible Moon werkte de band samen met Umayalpuram K. Sivaraman en dit album heeft een sterke wereldmuziekvibe. Doorheen de trilogie worden verschillende thema's herhaald en herwerkt.
In Real Time werd uitgebracht in 2001, en is een album met muziek die oorspronkelijk werd gecomponeerd voor een balletopvoering. In 2002 volgde het album Guitars waarop het trio samen speelde met 3 gitaristen: David Gilmore, Prasanna en Pierre Van Dormael. Net zoals in het vroegere werk zijn op dit album terugkerende en herwerkte thema's te horen, dit als hommage aan verschillende gitaristen en hun stijl zoals John Scofield, Bill Frisell en Paco de Lucia.
In 2006 werd het nieuwe album Amazir uitgebracht met als gastmuzikanten Magic Malik (fluit, zang) en Fabian Fiorini (piano). Culture Griot (2009) met Baba Sissoko en Black Machine, Unison (2012), Double Live (2015) van Aka Balkan Moon & AlefBa en The Scarlatti Book (2015) met Fabian Fiorini volgden nog. In het najaar van 2017 brengt het trio voor het vieren van hun 25-jarige bestaan een collector box Constellations Box, inclusief nieuw trio album Light Ship Trio uit (Outhere Records). In januari 2018 volgt trio album NOW (Outhere Music). 
Aka Moon is een leidende band in een moderne jazz beweging in België met artiesten zoals het Reve D'Elephant Orchestra, La Grande Formation, Slang, Kris Defoort, Pierre Van Dormael, Octurn, Maak's Spirit, en anderen. 

## Discografie
Op Carbon 7:
- Aka Moon (1992)
- Nzomba (1992)
- Rebirth (1994)
- Akasha vol. 1 (1995)
- Akasha vol. 2 (1995)
- Ganesh (1997)
- Elohim (1997)
- Live At Vooruit (1998)
- Live At The Kaai (1999)
- Invisible Mother (1999)
- Invisible Sun (2000)
- In Real Time (2001)
- Invisible Moon (2001)

Op De Werf:
- Guitars (2002)

Op Cypres Records:
- Amazir (2006)
- Culture Griot (2009) met Baba Sissoko en Black Machine
- Aka Moon + DJ Grazzoppa's DJ Bigband (2010)
- Unison (2012)

Op Outhere Records:
- Double Live (2015) Aka Balkan Moon & AlefBa
- The Scarlatti Book (2015) met Fabian Fiorini
- Nasa Na (2015) met Pierre Van Dormael
- NOW (2018)